# Сергиевский район
Се́ргиевский райо́н — административно-территориальная единица (район) и муниципальное образование (муниципальный район) в Самарской области России.
Административный центр — село Сергиевск. расположен в 126 километрах от областного центра города Самара и связан с ним железной дорогой Кротовка - Серные воды 1 и асфальтированной дорогой Самара - Уфа - Челябинск.

## География
Район расположен на северо-востоке Самарской области. Граничит с Кошкинским, Исаклинским, Челно-Вершинским, Кинель-Черкасским, Красноярским районами. Площадь района — 2749.04 км². Основные реки — Сок, Сургут, Липовка. На крайнем севере расположено Кондурчинское водохранилище. По правому берегу реки Сок расположены возвышения, которые называются Сокские яры.Хотя это просто холмы с высотой 200-250 метров. Для всей территории Сергиевского района характерно развитие карстовых форм рельефа.  Проявлением карста является уникальный природный объект района — Серноводская пещера.  Главный вход простирается почти на 70 метров и пересекается трещинами и ходами разной величины, есть несколько залов заваленных глыбами доломита и гипса.
Сергиевский район расположен в зоне лесостепи, с преобладанием в ландшафте элементов степи.

## История
Район образован в 1928 году.

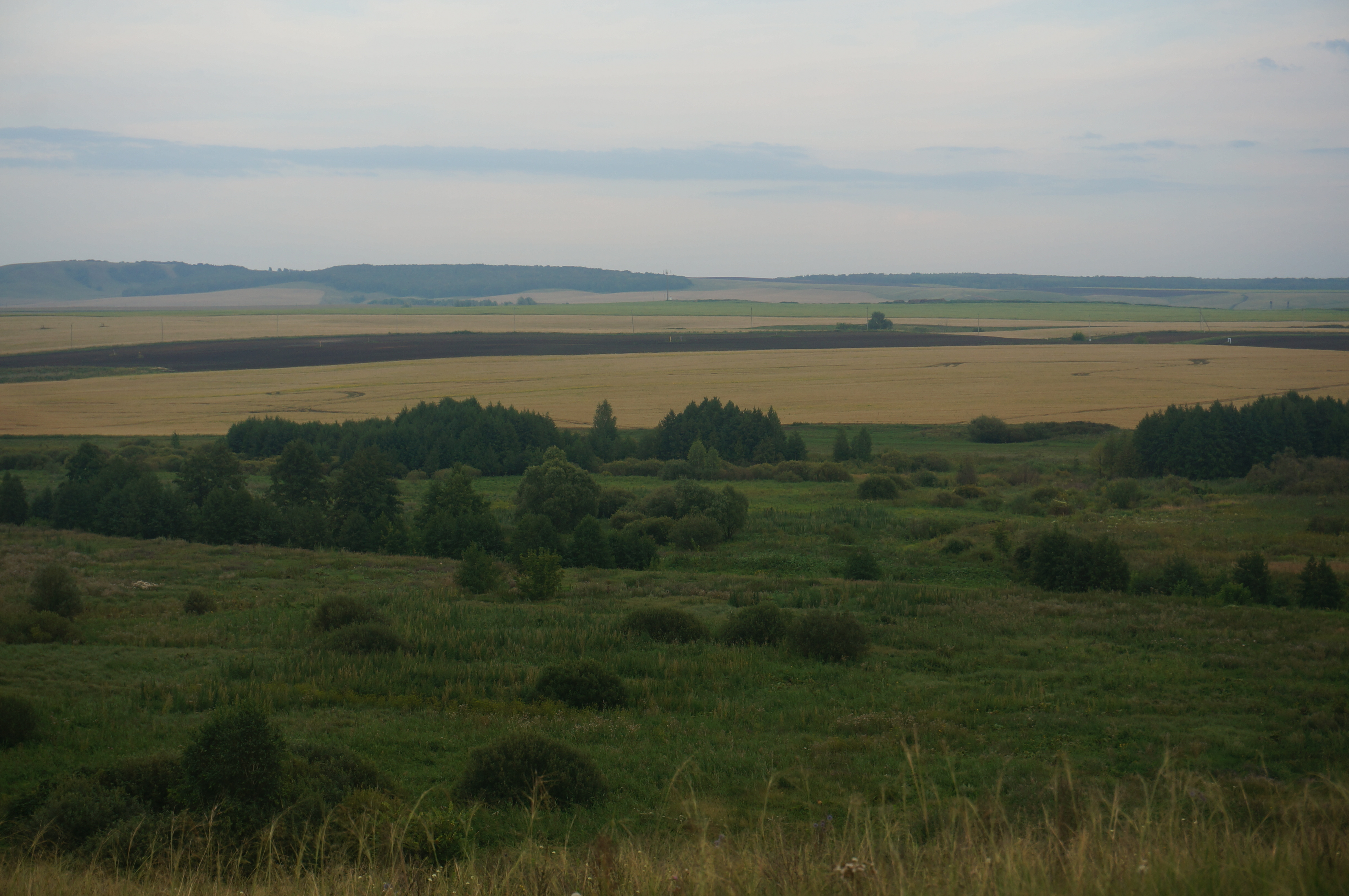

В 1703 году по указу царя Всея Руси Петра I такая крепость была построена и по его же грамоте названа в честь святого Сергия Радонежского.
В зиму 1709-1710 годов, по специальному указу российского императора Петра I, в наш край выслали 305 пленных шведских солдат и офицеров, чтобы использовать их подневольный труд на серном заводе у пригорода Сергиевск. Серу здесь начали добывать с 1703 года, когда Петру I, доложили о почти полном истощении запасов серы, необходимой для изготовления пороха.
Завод действовал на реке Сок до 1720 года, когда в Жигулях были обнаружены крупные запасы кристаллической серы.
В 1708 году по реформе административно-территориального устройства Сергиевская крепость вошла в состав Казанской губернии, в 1719—1734 годах — Астраханской губернии, в 1735—1744 годах — находилась под управлением Оренбургской экспозиции. Когда в 1780 году происходило реформирование губерний, Сергиевск становится уездным городом Оренбургской области Уфимского наместничества и в связи с приобретением им нового статуса Сенат 3 июля 1782 года утвердил его герб. Своеобразие его заключалось в том, что в верхней половине щита помещался герб города Уфы (голубая куница на серебряном поле). В нижней части герба, помещался рисунок лисицы в зелёном поле, окрашенном под цвет золота, что указывало на изобилие этого зверька в окрестных местах. Современный герб Сергиевска сохранил в себе историческую основу: в нижней части — лисица, в верхней — герб г. Самары.
В 1851 году Сергиевск вошёл в состав вновь образованной Самарской губернии на правах заштатного города.
По территории района проходит так называемый «исторический вал». В 1731 году царское правительство разработало инструкцию для инженера-фортификатора О. Наумова, согласно которой колонизовать и осваивать юго-восток необходимо путём строительства новой укрепленной линии. В 1731—1732 годах укрепление было построено и получило название Новой Закамской оборонительной линии. Она начиналась от устья р. Кинеля у Алексеевской крепости и тянулась до устья р. Кондурчи, к Красноярской крепости, а далее вдоль Сока на Сергиевск, крепость Кондурчу и к Черемшану.
Местные жители не остались в стороне и от крупных исторических событий. Они принимали активное участие в крестьянской войне под предводительством Е. И. Пугачёва. После разгрома повстанческих отрядов Пугачёва была учинена жестокая расправа над жителями Сергиевска и Сургута. Многие крестьяне были приговорены к смертной казни.
Постановлением ВЦИК от 20 октября 1933 года были переданы Зубовский сельсовет из Сергиевского района в Челновершинский район, Знаменский, Лазовский и Ивановский сельсоветы, за исключением селений Мешковского, Игумнова и Ново-Васильевки, из Красноярского района в Сергиевский район, Чистовский сельсовет из Сергиевского района в Кошкинский район.

## Население
| 2002    | 2006    | 2008    | 2010    | 2011    | 2012    | 2013    | 2014    | 2015    |
| ------- | ------- | ------- | ------- | ------- | ------- | ------- | ------- | ------- |
| 48 976  | ↘47 000 | ↘45 113 | ↗47 548 | ↘47 356 | ↘46 891 | ↘46 549 | ↘46 070 | ↘45 900 |
| 2016    | 2017    | 2018    | 2019    | 2020    | 2021    |         |         |         |
| ↘45 646 | ↘45 339 | ↘45 193 | ↘44 896 | ↘44 594 | ↗44 799 |         |         |         |

### Урбанизация
В городских условиях (посёлок городского типа Суходол) проживают  29,8 % населения района.

## Муниципально-территориальное устройство
В муниципальный район Сергиевский входят 17 муниципальных образований, в том числе 1 городское поселение и 16 сельских поселений::
| №  | Муниципальное образование            | Административный центр | Количество населённых пунктов | Население | Площадь, км2 |
| -- | ------------------------------------ | ---------------------- | ----------------------------- | --------- | ------------ |
| 1  | городское поселение Суходол          | пгт Суходол            | 1                             | ↘13 348   | 25,26        |
| 2  | сельское поселение Антоновка         | посёлок Антоновка      | 1                             | ↗708      | 65,88        |
| 3  | сельское поселение Верхняя Орлянка   | село Верхняя Орлянка   | 4                             | ↘625      | 100,19       |
| 4  | сельское поселение Воротнее          | село Воротнее          | 5                             | ↗1310     | 200,25       |
| 5  | сельское поселение Елшанка           | село Елшанка           | 7                             | ↘1297     | 327,21       |
| 6  | сельское поселение Захаркино         | село Захаркино         | 5                             | ↘1011     | 166,91       |
| 7  | сельское поселение Калиновка         | село Калиновка         | 3                             | ↘1407     | 142,54       |
| 8  | сельское поселение Кандабулак        | село Кандабулак        | 3                             | ↘982      | 179,67       |
| 9  | сельское поселение Кармало-Аделяково | село Кармало-Аделяково | 3                             | ↘1072     | 135,06       |
| 10 | сельское поселение Красносельское    | село Красносельское    | 5                             | ↘693      | 174,88       |
| 11 | сельское поселение Кутузовский       | посёлок Кутузовский    | 7                             | ↘1024     | 211,24       |
| 12 | сельское поселение Липовка           | село Липовка           | 2                             | ↘538      | 138,96       |
| 13 | сельское поселение Светлодольск      | посёлок Светлодольск   | 6                             | ↘1660     | 235,43       |
| 14 | сельское поселение Сергиевск         | село Сергиевск         | 8                             | ↗9582     | 345,34       |
| 15 | сельское поселение Серноводск        | посёлок Серноводск     | 2                             | ↗3456     | 37,93        |
| 16 | сельское поселение Сургут            | посёлок Сургут         | 1                             | ↗4714     | 8,62         |
| 17 | сельское поселение Черновка          | село Черновка          | 5                             | ↗1372     | 253,67       |

### Населённые пункты
В Сергиевском районе 68 населённых пунктов.
| №  | Населённый пункт    | Тип     | Население | Муниципальное образование            |
| -- | ------------------- | ------- | --------- | ------------------------------------ |
| 1  | Алимовка            | посёлок | ↗66       | сельское поселение Верхняя Орлянка   |
| 2  | Антоновка           | посёлок | ↗708      | сельское поселение Антоновка         |
| 3  | Большая Лозовка     | село    | ↗2        | сельское поселение Кандабулак        |
| 4  | Большая Чесноковка  | село    | ↘328      | сельское поселение Елшанка           |
| 5  | Большие Печерки     | деревня | ↘18       | сельское поселение Елшанка           |
| 6  | Боровка             | село    | ↘420      | сельское поселение Сергиевск         |
| 7  | Верхняя Орлянка     | село    | ↗489      | сельское поселение Верхняя Орлянка   |
| 8  | Вольница            | хутор   | ↘64       | сельское поселение Кутузовский       |
| 9  | Воротнее            | село    | ↘877      | сельское поселение Воротнее          |
| 10 | Глубокий            | посёлок | ↘0        | сельское поселение Сергиевск         |
| 11 | Елховка             | село    | →0        | сельское поселение Воротнее          |
| 12 | Елшанка             | село    | ↘515      | сельское поселение Елшанка           |
| 13 | Ендурайкино         | село    | ↗120      | сельское поселение Калиновка         |
| 14 | Запрудный           | посёлок | →4        | сельское поселение Черновка          |
| 15 | Захаркино           | село    | ↗563      | сельское поселение Захаркино         |
| 16 | Калиновка           | село    | ↗1455     | сельское поселение Калиновка         |
| 17 | Калиновый Ключ      | посёлок | ↗241      | сельское поселение Верхняя Орлянка   |
| 18 | Кандабулак          | село    | ↘654      | сельское поселение Кандабулак        |
| 19 | Карабаевка          | село    | ↗34       | сельское поселение Калиновка         |
| 20 | Кармало-Аделяково   | село    | ↘823      | сельское поселение Кармало-Аделяково |
| 21 | Комаро-Умёт         | село    | ↘12       | сельское поселение Захаркино         |
| 22 | Королевка           | село    | →0        | сельское поселение Красносельское    |
| 23 | Краснорыльский      | аул     | ↘3        | сельское поселение Воротнее          |
| 24 | Красносельское      | село    | ↘658      | сельское поселение Красносельское    |
| 25 | Красноярка          | посёлок | ↘28       | сельское поселение Серноводск        |
| 26 | Красные Дубки       | посёлок | ↘226      | сельское поселение Воротнее          |
| 27 | Красный Городок     | село    | ↗178      | сельское поселение Кутузовский       |
| 28 | Круглый Куст        | посёлок | ↘0        | сельское поселение Кутузовский       |
| 29 | Кутузовский         | посёлок | ↗910      | сельское поселение Кутузовский       |
| 30 | Лагода              | посёлок | ↗253      | сельское поселение Воротнее          |
| 31 | Лесозавод           | посёлок | ↘5        | сельское поселение Кутузовский       |
| 32 | Липовка             | село    | ↗373      | сельское поселение Липовка           |
| 33 | Малые Ключи         | посёлок | ↗97       | сельское поселение Красносельское    |
| 34 | Мамыково            | село    | →0        | сельское поселение Красносельское    |
| 35 | Михайловка          | посёлок | ↗2        | сельское поселение Сергиевск         |
| 36 | Мордовская Селитьба | село    | ↘308      | сельское поселение Елшанка           |
| 37 | Нероновка           | село    | ↘335      | сельское поселение Светлодольск      |
| 38 | Нива                | посёлок | ↗121      | сельское поселение Черновка          |
| 39 | Нижняя Козловка     | село    | ↘62       | сельское поселение Захаркино         |
| 40 | Нижняя Орлянка      | село    | ↗10       | сельское поселение Светлодольск      |
| 41 | Новая Елховка       | посёлок | ↘88       | сельское поселение Светлодольск      |
| 42 | Новая Орловка       | посёлок | ↘97       | сельское поселение Черновка          |
| 43 | Орловка             | село    | ↘91       | сельское поселение Черновка          |
| 44 | Отрада              | посёлок | ↘1        | сельское поселение Елшанка           |
| 45 | Отрада              | посёлок | →8        | сельское поселение Захаркино         |
| 46 | Павловка            | село    | ↗60       | сельское поселение Светлодольск      |
| 47 | Первомайский        | посёлок | →6        | сельское поселение Кармало-Аделяково |
| 48 | Ровный              | посёлок | ↗227      | сельское поселение Красносельское    |
| 49 | Рогатка             | посёлок | →0        | сельское поселение Сергиевск         |
| 50 | Рыбопитомник        | посёлок | ↗8        | сельское поселение Сергиевск         |
| 51 | Светлодольск        | посёлок | ↗1141     | сельское поселение Светлодольск      |
| 52 | Сергиевск           | село    | ↗9070     | сельское поселение Сергиевск         |
| 53 | Серноводск          | посёлок | ↘3428     | сельское поселение Серноводск        |
| 54 | Сидоровка           | село    | ↘560      | сельское поселение Захаркино         |
| 55 | Славкино            | село    | ↘47       | сельское поселение Кутузовский       |
| 56 | Спасское            | село    | ↗551      | сельское поселение Кандабулак        |
| 57 | Средняя Орлянка     | деревня | ↗29       | сельское поселение Верхняя Орлянка   |
| 58 | Старая Дмитриевка   | село    | ↗363      | сельское поселение Липовка           |
| 59 | Старое Якушкино     | село    | ↘388      | сельское поселение Кармало-Аделяково |
| 60 | Студеный Ключ       | деревня | ↗12       | сельское поселение Сергиевск         |
| 61 | Сургут              | посёлок | ↗4714     | сельское поселение Сургут            |
| 62 | Суходол             | пгт     | ↘13 348   | городское поселение Суходол          |
| 63 | Успенка             | село    | ↗332      | сельское поселение Сергиевск         |
| 64 | Участок Сок         | посёлок | ↗299      | сельское поселение Светлодольск      |
| 65 | Чекалино            | село    | ↘456      | сельское поселение Елшанка           |
| 66 | Чемеричный          | посёлок | ↗15       | сельское поселение Елшанка           |
| 67 | Черновка            | село    | ↘1132     | сельское поселение Черновка          |
| 68 | Шаровка             | посёлок | ↘82       | сельское поселение Кутузовский       |

## Здравоохранение
Сергиевский район обслуживает ГБУЗ Самарской области "Сергиевская центральная районная больница". На территории района реализуется государственная программа Самарской области "Развитие здравоохранения в Самарской области" на 2014-2020 годы.

## Экономика
В районе 17 колхозов, 3 совхоза, племсовхоз, хозяйство по производству лекарственных трав, товарищество с ограниченной ответственностью, 7 подсобных хозяйств, 2 рыбопитомника, зональная опытная станция, 77 крестьянских фермерских хозяйств, 2 сельскохозяйственных научно-производственных объединения, зооветтехникум. Сельхозпредприятия специализируются на производстве зерновых, зернобобовых и технических культур, молока, мяса. Имеются 4 банка, 2 страховых общества.

## Транспорт
Через район проходят автодороги М5 (Урал) "Москва - Самара - Челябинск", Сергиевск - Челно-Вершины - Шентала, Суходол - Кинель-Черкассы - Отрадный.
Имеется ж.-д. ветка от Кротовки до станции Серные воды 1.

## Достопримечательности
На территории района находятся множество памятников природы. Среди них Серное озеро, Серноводская пещера и многие другие. Особого внимания заслуживает необычайно красивое Голубое озеро, образованное карстовой воронкой и имеющее круглую форму. Ещё одна природная достопримечательность — гора Серноводный шихан, господствующая над холмистой местностью, известная обилием редких растений.